# Brachycephalus olivaceus
Brachycephalus olivaceus é uma espécie de anfíbio da família Brachycephalidae. Endêmica do Brasil, pode ser encontrada na Serra Queimada e no Castelo dos Bugres no município de Joinville, estado de Santa Catarina.